# 1880-е

## Догађаји и трендови
- 1880. — започео је Први бурски рат, који ће трајати двије године.
- 1881. — започео је Махдијски рат у Судану.
- 1881. — рођен Мустафа Кемал Ататурк, туски политичар.
- 1882. — Британци окупирају Египат.
- 1882. — укинута је Војна крајина.
- 1882. — Кнежевина Србија је, захваљујући подршци Аустро Угарске уздигнута на ранг краљевине и постаје Краљевина Србија, а Милан Обреновић постаје њен први нововјековни краљ.
- 1882. — умро Ђузепе Гарибалди, италијански револуционар.
- 1883. — експлодирао је Кракатау, вулкан у Индонезији, притом усмртивши 36.000 особа, већином становника околних острва који су страдали од цунамија, којег је покренула ерупција.
- 1883. — на власт у Хрватској долази бан Куен Хедервари, који проводи политику мађаризације.
- 1884. — на Берлинској конференцији договорена колонијална подјела Африке.
- 1884. — започео је Кинеско-француски рат који је довео до формирања Француске Индокине.
- 1884. — у Француској легализовани синдикати.
- 1884. — Гринички меридијан установљен као универзалан, нулти меридијан, од ког се рачунају географске дужине и временске зоне на Земљи.
- 1885. — започео је Српско-бугарски рат.
- 1886. — основан Скореновац.
- 1886. — основан Јоханезбург.
- 1886. — Руско-черкешки рат се завршио поразом и протјеривањем многих Черкеза.
- 1888. — у Бразилу је укинуто ропство.
- 1888. — Србија добија нови устав.
- 1889. — срушено је Бразилско царство и проглашена је Републике Бразил.
- 1889. — завршио се Махдијски рат у Судану.
- 1888. — рођен Александар I Карађорђевић, краљ Краљевине Југославије.

## Наука
- 1881. — рођен Александер Флеминг, шкотски бактериолог.
- 1882. — рођен Ханс Гајгер, немачки физичар.
- 1882. — умро Чарлс Дарвин, британски научник.
- 1885. — рођен Нилс Бор, дански физичар.
- 1886. — Карл Бенц представио aутомобил.
- 1887. — Хајнрих Херц је открио фотоелектрични ефекат.

## Култура
- 1881. — рођен Пабло Пикасо, шпански сликар.
- 1881. — умро Фјодор Достојевски, руски књижевник.
- 1881. — умро Аугуст Шеноа, хрватски књижевник.
- 1882. — рођен Џемс Џојс, ирски књижевник.
- 1883. — Фридрих Ниче је објавио први дио дјела Тако је говорио Заратустра.
- 1883. — умро Карл Маркс, немачки филозоф.
- 1884. — Марк Твејн је објавио Авантуре Хаклбери Фина.
- 1884. — умро Грегор Мендел, чешки свештеник и ботаничар.
- 1886. — рођен Јован Бијелић, српски сликар.
- 1887. — Артур Конан Дојл је објавио прву из серије прича о детективу Шерлоку Холмсу.
- 1889. — рођен Чарли Чаплин, британски филмски глумац, сценариста, режисер и продуцент.
- 1889. — умро Јаков Игњатовић, српски писац.

### Музика
- 1880. — умро Жак Офенбах, француски композитор и челиста.
- 1881. — рођен Бела Барток, мађарски композитор и пијаниста.
- 1883. — умро Рихард Вагнер, немачки композитор.
- 1884. — рођен Милутин Ускоковић, српски књижевник.
- 1885. — рођен Стеван Христић, српски композитор.

### Архитектура
- 1889 — отворен је Ајфелов торањ, тада највиша грађевина у свијету. Челична конструкција висока 300 метара је постала једно од главних знаменитости Париза.